# Thami Ammar
Pour les articles homonymes, voir Ammar.
Thami Ammar est un homme politique marocain.
Il a notamment été nommé ministre de l’Agriculture le 24 décembre 1958 lors de la constitution du gouvernement Abdellah Ibrahim.